# ドイツ・ブンデスリーガ1964-1965
フースバル・ブンデスリーガ 1964-1965はドイツサッカー協会 (DFB) によって開催された男子全国最上位リーグの第2シーズン目である。
ヴェルダー・ブレーメンが初優勝し、1回目のドイチャー・フースバルマイスターの座に就いた。

## 概要
ダークホースだったヴェルダー・ブレーメンは、王者ケルンと激しいつばぜり合いを演じ、中盤戦以降は首位をずっとキープして優勝した。
下記の諸事情により来季クラブ数が16から18に拡大されるため、本来降格するべき15位カールスルーアーSCと16位FCシャルケ04は残留を認められた。
対して14位のヘルタBSCは、サラリーキャップ制に違反する額の報酬・移籍金を支払ったことに対する処罰として、フースバル・レギオナルリーガに強制降格させられた。当時の月給上限額は1500-1200マルクであった。ブンデスリーガの歴史上、成績ではなく処分で降格させられた唯一のクラブである。
こうした残留圏内クラブの処分降格にどう対応を取るべきなのかについては、当時何の規定も存在していなかったので、結局レギオナルリーガから3クラブを昇格させ、18クラブに拡大することになった。
成績条件を満たした本来の昇格クラブ、ボルシア・メンヒェングラートバッハとFCバイエルン・ミュンヘンに加えて、ヘルタの穴埋めとして西ベルリンからSCタスマニア1900ベルリンが任意選出された。今季レギオナルリーガではベルリンの3位で、昇格プレーオフにも出られなかったクラブである。
一方で自軍ファンの行為による罰金を最初に払わされたのもヘルタだった。ヘルタのウーヴェ・クリマノフスキが得点した時にファンが乱入し、彼のユニフォームを引き裂いたので、クラブに500マルクの罰金が科された。その後、ボルシア・ノインキルヒェンも同様の理由で、さらに高額な3000マルクの罰金を課された。ブレーメンとの試合で、相手DFホルスト＝ディーター・ヘットゲスがノインキルヒェンの選手にファウルした際、やはり自軍ファンが乱入し、ヘッティゲスを突き倒した事件への処分だった。

## 順位表[4]
| 順 | チーム                               | 試 | 勝 | 分 | 敗 | 得 | 失 | 得率  | 点 | 出場権または降格                                 |
| -- | ------------------------------------ | -- | -- | -- | -- | -- | -- | ----- | -- | ------------------------------------------------ |
| 1  | ヴェルダー・ブレーメン (C)           | 30 | 15 | 11 | 4  | 54 | 29 | 1.862 | 41 | UEFAチャンピオンズカップ 1965-66出場             |
| 2  | 1.FCケルン                           | 30 | 14 | 10 | 6  | 66 | 45 | 1.467 | 38 | インターシティーズ・フェアーズカップ 1965-66出場 |
| 3  | ボルシア・ドルトムント               | 30 | 15 | 6  | 9  | 67 | 48 | 1.396 | 36 | UEFAカップウィナーズカップ 1965-66出場           |
| 4  | TSV1860ミュンヘン                    | 30 | 14 | 7  | 9  | 70 | 50 | 1.400 | 35 | インターシティーズ・フェアーズカップ 1965-66出場 |
| 5  | ハノーファー96                       | 30 | 13 | 7  | 10 | 48 | 42 | 1.143 | 33 | インターシティーズ・フェアーズカップ 1965-66     |
| 6  | 1.FCニュルンベルク                   | 30 | 11 | 10 | 9  | 44 | 38 | 1.158 | 32 | インターシティーズ・フェアーズカップ 1965-66出場 |
| 7  | マイデリッヒャーSV                   | 30 | 12 | 8  | 10 | 46 | 48 | 0.958 | 32 |                                                  |
| 8  | アイントラハト・フランクフルト       | 30 | 11 | 7  | 12 | 50 | 58 | 0.862 | 29 |                                                  |
| 9  | アイントラハト・ブラウンシュヴァイク | 30 | 10 | 8  | 12 | 42 | 47 | 0.894 | 28 |                                                  |
| 10 | ボルシア・ノインキルヒェン           | 30 | 9  | 9  | 12 | 44 | 48 | 0.917 | 27 |                                                  |
| 11 | ハンブルガーSV                       | 30 | 11 | 5  | 14 | 46 | 56 | 0.821 | 27 |                                                  |
| 12 | VfBシュトゥットガルト                | 30 | 9  | 8  | 13 | 46 | 50 | 0.920 | 26 |                                                  |
| 13 | 1.FCカイザースラウテルン             | 30 | 11 | 3  | 16 | 41 | 53 | 0.774 | 25 |                                                  |
| 14 | ヘルタBSC (R)                        | 30 | 7  | 11 | 12 | 40 | 62 | 0.645 | 25 | フースバル・レギオナルリーガ1965–1966に降格      |
| 15 | カールスルーアーSC                   | 30 | 9  | 6  | 15 | 47 | 62 | 0.758 | 24 |                                                  |
| 16 | FCシャルケ04                         | 30 | 7  | 8  | 15 | 45 | 60 | 0.750 | 22 |                                                  |

1. ↑  ヘルタBSCは財務基準違反によりライセンスを剥奪され強制降格。来季ブンデスリーガが18クラブに拡大するため、15位カールスルーアーSCと16位FCシャルケ04は降格を免れた。

## 得点ランキング[7]
| 順位 | 国籍         | 選手                                                  | クラブ                 | 得点数 |
| ---- | ------------ | ----------------------------------------------------- | ---------------------- | ------ |
| 1    | 西ドイツの旗 | ルドルフ・ブルネンマイアー                            | TSV1860ミュンヘン      | 24     |
| 2    | 西ドイツの旗 | ティモ・コニーツカ                                    | ボルシア・ドルトムント | 22     |
| 3    | 西ドイツの旗 | クリスティアン・ミュラー (1938年生まれのサッカー選手) | 1.FCケルン             | 19     |
| 4    | 西ドイツの旗 | ハインツ・シュトレール                                | 1.FCニュルンベルク     | 15     |
| 5    | 西ドイツの旗 | ウーヴェ・ゼーラー                                    | ハンブルガーSV         | 14     |
| 5    | 西ドイツの旗 | フランツ・ブルンス                                    | ボルシア・ドルトムント | 14     |

## SVヴェルダー・ブレーメンのマイスターマンシャフト[8]
| 1. | SVヴェルダー・ブレーメン |
|    | - GK: ギュンター・ベアンハート (30試合/-得点) - DF: ヴォルフガン・ボーアデル (サッカー選手) (1/-); ホースト＝ディーター・ヘットゲス (29/1); ヘルムート・ヤギエルスキ (26/-); ヨーゼフ・ピオンテク (28/3); ハインツ・シュタインマン (26/-) - MF: ディートヘルム・フェアナー (29/1); マックス・ローレンツ (サッカー選手) (27/2); ヘルムート・シメチェク (6/-); ハンス・シュルツ (1942年生まれのサッカー選手) (19/4); ディーター・トゥーン (2/-) - FW: クラウス・ヘーネル (7/1); テオ・クレックナー (17/4); クラウス・マティシャク (19/12); アーノルト・シュッツ (c) (28/10); ヴィリ・ゾヤ (8/2); ゲアハート・ツェブロフスキ (28/11) - 監督: ヴィリ・ムルタウプ |

## 監督交代
| 節 | クラブ                   | 当時順位 | 退任者                      | 後任者                      | 出典  |
| -- | ------------------------ | -------- | --------------------------- | --------------------------- | ----- |
| 19 | カールスルーアーSC       | 16.      | クアト・ゾマーラット        | ヘルムート・シュナイダー    | [ 9 ] |
| 22 | マイデリッヒャーSV       | 7.       | ルディ・グーテンドルフ      | ヴィルヘルム・シュミット    | [ 9 ] |
| 22 | 1.FCカイザースラウテルン | 10.      | ギュンター・ブロッカー      | ヴェアナー・リープリヒ      | [ 9 ] |
| 22 | VfBシュトゥットガルト    | 11.      | クアト・バルゼス            | フランツ・ゼイボルト (代行) | [ 9 ] |
| 23 | VfBシュトゥットガルト    | 10.      | フランツ・ゼイボルト (代行) | ルディ・グーテンドルフ      | [ 9 ] |

- 第18節のカールスルーアーSC-TSV1860ミュンヘン戦は、第22節と第23節の間に延期された。この時の監督はもうシュナイダーに代わっていた。[10]

- 第21節1.FCカイザースラウテルン-ボルシア・ノインキルヒェン戦は第22節と第23節の間に延期された。監督はもうリープリッヒになっていた。

## 移籍市場

### SVヴェルダー・ブレーメン
今季成績, 1位, 監督： ヴィリー・ムルトハウプ, 1963/64: 10位
| 入団 | - ホアスト=ディーター・ヘットゲス, 29試合-1得点, ボルシア・メンヒェングラートバッハ, RLヴェスト - ハインツ・シュタインマン, 26-0, 1. FCザールブリュッケン, BL降格組 - クラウス・マティシャク, 19-12, FCシャルケ04, BL (Bundesliga) - ハンス・シュルツ (1942年生まれのサッカー選手), 19-4, アマチュアから昇格 |
| 退団 | - ディーター・マイアー, ASVベルゲドルフ85, RLノルト - ヴォルフガン・シュヴィーアツケ, アイントラハト・トリアー, RLズュートヴェスト - ドラゴミル・イリッチ, 現役引退 |

### 1. FCケルン
今季成績： 2位, 監督： ゲオルク・クネプフル, 1963/64: 1位
| 入団 | - ヨハネス・レーア, 17-5, シュポルトフロインデ・ザールブリュッケン, RLズュートヴェスト - ジョゼ・ジルソン・ロドリゲス, 5-1, マドゥレイラEC - ハンス=ヨーゼフ・ブレージン, ヘアベアト・ベネン, ハンス=アルフレート・ロート (出場なし) |
| 退団 | - カール=ハインツ・リプケンス スタンダール・ドゥ・リエージュ |

### ボルシア・ドルトムント
今季成績：, 3位, 監督： ヘアマン・エッペンホフ, 1963/64: 4位
| 入団 | - ルディ・アッサウアー, 16-1, SpVggヘルテン, RLヴェスト - ヘアマン・シュトラシッツ, 20-4, フォルトゥナ・デュッセルドルフ, RLヴェスト - ハーラルト・バイアー (サッカー選手), 3-0, ヘルタBSC, BL - フリートヘルム・グロッペ, ウド・オックマン, 出場なし, アマチュアから昇格 |
| 退団 | - ブアクハート・リレヴィッチ, ヴッパーターラーSV, RLヴェスト - ハンス=ユアゲン・クアト, ロート=ヴァイス・エッセン, RLヴェスト |

### TSVミュンヘン1860
今季成績： 4位, 監督： マックス・メアケル, 1963/64: 7位
| 入団 | - ベアント・パツケ, 27-0, スタンダール・ドゥ・リエージュ - ステファン・ベナ, 9-0, ヴォイヴォディナ・ノヴィ・サド - ヴィルフリート・テペ, 1-0, ベックマーSpVgg - アルフレート・ピーカ, 出場なし, ヴェストファリア・ヘルネ, RLヴェスト - エアンスト・ヴィンターハルター, ハンス・フィッシャー, 出場なし, アマチュアから昇格            |
| 入団 | - ヴェアナー・アンツィル, フライブルガーFC, RLズュート - ハンス・アウアーンハマー, TSVシュヴァーベン・アウクスブルク, RLズュート - アルフォンス・シュテマー, オッフェンバッハー・キッカーズ, RLズュート - ロルフ・トーメス, SSVロイトリンゲン, RLズュート - ギュンター・ラーム, フリッツ・ヘアーンレーベン, 現役引退・アマチュア復帰 |

### ハノーファー96
今季成績： 5位, 監督： ヘルムート・クロンスバイン, 1963/64: BL昇格組
| 入団 | - ユアゲン・バンドゥラ, 26-9, ヴェストファリア・ヘルネ, RLヴェスト - カール=ハインツ・ミュールハウゼン, 19-7, ボルシア・メンヒェングラートバッハ, RLヴェスト - ハイナー・クローゼ, 3-1, VfVヒルデスハイム, RLノルト - ボド・フクス, 17-0, アマチュアから昇格 - ハインツ・フィッシャー, 出場なし, アマチュアから昇格 |
| 退団 | - ヴィクトーア・シュミットケ VfVヒルデスハイム, RLノルト - ラインハート・ヴァスナー, アルミニア・ハノーファー, RLノルト - ハンス=ゲオルク・ブルーン, SVフリードリヒスオルト, RLノルト - ペーター・クロンスバイン, ヴィルフリート・フリッケ, フリーデル・シックス (アマチュア降格)                                   |

### 1. FCニュルンベルク
今季成績： 6位, 監督： ギュンター・バウマン (サッカー選手) → イェヌー・チャクナーディ, 1963/64: 9位
| 入団 | - アントン・アレマン, 25-6, PSV - ロルフ・ヴュートリヒ, 14-3, グラスホッペル・クルプ・ツューリヒ - マンフレート・グライフ, 26-3, ホルシュタイン・キール, RLノルト - ルートヴィヒ・ミュラー (サッカー選手), 28-2, 1. FCハスフルト, ALバイエルン                                                                         |
| 退団 | - ヴァルター・フラーデアー, 1. FCシュヴァインフルト05, RLズュート - ヨーゼフ・ツェンガー, 1. FCヘルツォーゲンアウラッハ, ベツィルクスリーガ・ミッテルフランケン/バイエルン - ペーター・フォン・クマント, FCヴァッカー・ミュンヘン, RLズュート - ラインホルト・ゲッティンガー, 現役引退 - ハインツ=クライセル, 現役引退 |

### MSVデュイスブルク
今季成績： 7位, 監督： ルディ・グーテンドアフ, →1965.5.2 ヴィルヘルム・シュミット (サッカー選手), 1963/64: 2位
| 入団 | - ハインツ・ファン・ハーレン, 23-4, TSVマール=ヒュルス, RLヴェスト - ルドルフ・シュミット (サッカー選手), 23-5, STVホルスト=エムシャー, RLヴェスト - ハウール・タグリアリ, 5-3, サン・レオポルドFC - ミヒャエル・ベッラ, 2-0, アマチュアから昇格 - フリーデル・ブルンス, 2-0, アマチュアから昇格 - リュディガー・ミールケ, 2-1, アマチュアから昇格 |
| 退団 | - グスタフ・ヴァレンツィアク, アルミニア・ビーレフェルト, RLヴェスト - ウーヴェ・エーリヒ, アルミニア・ビーレフェルト, RLヴェスト - ヴェアナー・クーベク, RWオーバーハウゼン, RLヴェスト - クアト・ゴーアクス, シュポルトフロインデ05ザールブリュッケン, RLズュートヴェスト                                                                        |

### アイントラハト・フランクフルト
今季成績： 8位, 監督： イヴィツァ・ホルヴァート (サッカー選手), 1963/64: 3位
| 入団 | - ペーター・ブルシュ, 23-1, シュポルトフロインデ・ジーゲン, RLヴェスト - ゲオルク・レヒナー (1941年生まれのサッカー選手), 17-8, TSVシュヴァーベン・アウクスブルク, RLズュート - ハンス=ゲオルク・トゥチェク, 7-3, SCヴィーナー・ノイシュタット |
| 退団 | - リヒャート・クレス, 現役引退 - エーバーハート・シューミク, 現役引退 |

### アイントラハト・ブラウンシュヴァイク
今季成績： 9位, 監督： ヘルムート・ヨハンゼン, 1963/64: 11位
| 入団 | - ローター・ウルザス, 30-12, SVアルミニア・ビーレフェルト, RLノルト - エーリヒ・マース (サッカー選手), 29-3, 1. FCザールブリュッケン, BL降格組 - ディーター・クラフチュク, 23-6, 1. FCザールブリュッケン, BL降格組 |
| 退団 | - ディーター・パウルスベアク, 進路不明 |

### ボルシア・ノインキルヒェン
今季成績： 10位, 監督： ホアスト・ブーツ, 1963/64: BL昇格組
| 入団 | - ギュンター・ハイデン, 24-5, BSCオッパウ, RLズュートヴェスト - ゴットフリート・ペーター, 2-1, 1. FCザールブリュッケン・アマチュア - ヘアベアト・ゼンガー, 出場なし, SVメルフヴァイラー - ヴェアナー・ミューラー, 出場なし, ASCドゥートヴァイラー |
| 退団 | - ルディ・デーレンベッヒャー, 現役引退 - フリッツ。バッケス, カール=ハインツ・プルファーミューラー, 不明 |

### ハンブルガーSV
今季成績： 11位, 監督： ゲオルク・ガフリチェク, 1963/64: 6位
| 入団 | - ハイコ・クアト, 13-2, アルトナ93, RLノルト - ユハニ・ペトロネン, 17-2, FCハカ - ホルガー・ディークマン, 21-0, アマチュアから昇格 - ペーター・ヴォルトマン, 4-2, アマチュアから昇格 - エアハート・シュヴァーイン, 4-0, アマチュアから昇格 |
| 退団 | - ウーヴェ・ロイター (サッカー選手), 現役引退 - エアンスト・クロイツ, SSVロイトリンゲン, RLズュート |

### VfBシュトゥットガルト
今季成績： 12位, 監督： クアト・バルゼス, →1965.3.8 ルディ・グーテンドーフ, 1963/64: 5位
| 入団 | - ヘルムート・フッタリー, 13-1, KSVヘッセン・カッセル, RLズュート - ヘルムート・ジーバート, 7-2, TSGウルム1846, RLズュート - ヴェアナー・プファイファー (サッカー選手), 出場なし, フォルトゥナ・デュッセルドルフ, RLヴェスト - ジークフリート・ベーリンガー, 9-1, アマチュアから昇格 - ハートムート・ヴァイス, 15-9, アマチュアから昇格 - ハンス・クラウス (1943年生まれのサッカー選手), 1-0, アマチュアから昇格 - グスタフ・タルパイ, 出場なし, アマチュアから昇格 |
| 退団 | - フリードリヒ・ツィッペラー, SVヴァルトホフ, RLズュート |

### 1. FCカイザースラウテルン
今季成績： 13位, 監督： ギュンター・ブロッカー, →1965.2.24 ヴェアナー・リープリヒ, 1963/64: 12位
| 入団 | - ヘルムート・カピトゥルスキ, 26-9, FKピルマゼンス, RLズュートヴェスト - ディートマー・シュヴァーガー, 20-0, VfRカイザースラウテルン, RLズュートヴェスト - ヴィルフリート・ライデッカー, 21-6, FV08ガイゼンハイム, 2. ALヘッセン                                                                 |
| 退団 | - ヘアマン・ディール (サッカー選手), SVダルムシュタット98, RLズュート - マンフレート・フェルトミューラー, SVアルセンボルン, ALズュートヴェスト - ヴァルター・ガフレッタ, 1. FCザールブリュッケン, RLズュートヴェスト - ディーター・シェーンボーアン, TSCツヴァイブリュッケン, RLズュートヴェスト |

### ヘルタBSC
今季成績： 14位, 監督： ヨーゼフ・シュナイダー (1914年生まれのサッカー選手), →1965.3.9 ゲアハート・シュルテ (サッカー選手), 1963/64: 14位
| 入団 | - ヴォルフガン・ファーリアン, 25-0, TSGウルム1846, RLズュート - ヴィリバート・クレマー, 28-4, ヴィクトリア・ケルン, RLヴェスト - ユアゲン・ズンダーマン, 29-0, ヴィクトリア・ケルン, RLヴェスト - クアト・シュルツ (サッカー選手), 22-7, FCルツェルン - ミヒャエル・クランピッツ, 15-8, ヘルタ・ツェーレンドルフ, RLベルリン |
| 退団 | - ハーラルト・バイアー (サッカー選手), ボルシア・ドルトムント, BL - ギュンター・シューラー, 現役引退 - カール=ハインツ・ヴィーゲル, 不明 |

### カールスルーアーSC
今季成績： 15位, 監督： クアト・ゾマーラット, →1965.1.28 ヘルムート・シュナイダー (サッカー選手), 1963/64: 13位
| 入団 | - ホアスト=ディーター・ベアキン, 17-1, TuSブレーマーハーフェン93, RLノルト - ハンス・ツィースラーチュク, 18-8, ヴェストファリア・ヘルネ, RLヴェスト - クラウス=ペーター・イェンドロシュ, 13-5, KSVヘッセン・カッセル, RLズュート - ハンス=ペーター・ランパート, 14-0, ユーゲントから昇格 - ウド・グラーザー, 出場なし, ユーゲントから昇格 |
| 退団 | - ローラント・ヴァイダ, ルートヴィヒスハーフェンSC, RLズュートヴェスト - ホアスト・ホッツ, フェニックス・ベルハイム, RLズュートヴェスト - ヨアヒム・ティム, - ハインツ・ルッペンシュタイン, 現役引退 |

### FCシャルケ04
今季成績： 16位, 監督： フリッツ・ランナー, 1963/64: 8位
| 入団 | - ハインツ・クラヴァツォ, 27-2, ボルシア・メンヒェングラートバッハ, RLヴェスト - ヴェアナー・グラウ (サッカー選手), 5-3, ゲルマニア・ダッテルン/ユーゲント - ギュラ・トート (1941年生まれのサッカー選手), 21-0, SpVggフュルト, RLズュート |
| 退団 | - クラウス・マティシャク, SVヴェルダー・ブレーメン, BL - ヨーゼフ・ブローデン, 現役引退 |

## 主審[12]
| 名前                                      | 生年月日    | 州協会             | 担当試合数 | 退場宣告数 | 備考           |
| ----------------------------------------- | ----------- | ------------------ | ---------- | ---------- | -------------- |
| ギュンター・バウムゲアトル                | 1929-05-02  | ヴェストファーレン | 11         | 0          | FIFA国際審判員 |
| アルフォンス・ベッツ                      | 1928-11-21  | バイエルン         | 4          | 0          |                |
| エトガー・ドイシェル                      | 1920-10-04  | ズュートヴェスト   | 9          | 1          |                |
| エヴァルト・エッピン                      | 1921-12-12  | ヴェストファーレン | 2          | 0          |                |
| ハインツ・フィッシャー (審判員)           | 1929-11-06  | バイエルン         | 4          | 0          |                |
| ヘルムート・フリッツ (審判員)             | 1923-10-19  | ズュートヴェスト   | 13         | 0          |                |
| オスヴァルト・フリッツ                    | 1925-04-10  | バーデン           | 1          | 0          |                |
| ヴィリ・グーゼンブアガー                  | 1927-09-17  | ザールラント       | 5          | 0          |                |
| クーアト・ハントヴェアカー                | 1921-12-11  | バーデン           | 10         | 3          |                |
| ゲアト・ヘニヒ                            | 1935-04-24  | ニーダーライン     | 4          | 0          |                |
| フランツ・ホイマン                        | 1923-03-14  | バイエルン         | 5          | 0          |                |
| ヨーゼフ・ホフマン (審判員)               | 1926-07-19  | ニーダーライン     | 3          | 0          |                |
| ヴァルター・ホルストマン                  | 1935-08-28  | ニーダーザクセン   | 1          | 0          |                |
| ルディベアト・ヤコビ                      | 1927-12-23  | バーデン           | 9          | 1          |                |
| ルドルフ・クライトライン                  | 1919-11-14  | ヴュルテンベルク   | 9          | 0          | FIFA国際審判員 |
| ヘアベアト・ルッツ                        | 1930-05-01  | ブレーメン         | 3          | 0          |                |
| ヨハネス・マルカ                          | 1922-07-16  | ヴェストファーレン | 9          | 0          | FIFA国際審判員 |
| ホアスト・マテュー                        | 1936-06-03  | ザールラント       | 11         | 0          |                |
| カール・ニーマイアー (審判員)             | 1920-08-29  | ミッテルライン     | 5          | 0          |                |
| クラウス・オームゼン                      | 1935-10-16  | ハンブルク         | 3          | 0          |                |
| アルフレート・オット                      | 1934-06-19  | ラインラント       | 12         | 1          |                |
| ハンス・ラーダーマッハー (審判員)         | 1921-03-04  | ミッテルライン     | 4          | 0          |                |
| エーリヒ・ライル                          | 1921-12-08  | バイエルン         | 2          | 0          |                |
| エヴァルト・レゲリー                      | 1934-03-17} | ベルリン           | 5          | 0          |                |
| カール・リーク                            | 1929-11-15  | バイエルン         | 5          | 0          |                |
| ベアトホルト・シュミット (審判員)         | 1930-03-27  | ミッテルライン     | 4          | 1          |                |
| ゲアハート・シューレンブアク              | 1926-10-11  | ニーダーザクセン   | 12         | 0          | FIFA国際審判員 |
| ロルフ・ゼーカンプ                        | 1921-09-16  | ブレーメン         | 6          | 1          |                |
| フリッツ・ザイラー (1927年生まれの審判員) | 1927-08-14  | バーデン           | 3          | 0          |                |
| ハインツ・ジーベルト (審判員)             | 1925-08-02  | バーデン           | 2          | 0          |                |
| ギュンター・シュパーリン                  | 1924-05-11  | ヘッセン           | 9          | 0          |                |
| ヴェルナー・シュピーヴァク                | 1927-10-03  | ハンブルク         | 6          | 0          |                |
| マックス・シュピンラー                    | 1920-09-10  | ズュートヴェスト   | 1          | 0          |                |
| エアヴィン・シュトゥルム (審判員)         | 1922-11-21  | ニーダーザクセン   | 9          | 2          |                |
| ヴィリ・ティーア                          | 1925-04-03  | ヴェストファーレン | 6          | 0          |                |
| ヴェアナー・トライヒェル                  | 1921-01-14  | ベルリン           | 6          | 0          | FIFA国際審判員 |
| オットー・トレメル                        | 1927-07-10  | ズュートヴェスト   | 2          | 0          |                |
| クート・チェンシャー                      | 1928-10-05  | バーデン           | 10         | 0          | FIFA国際審判員 |
| ハンス=ヨアヒム・ヴェイラント             | 1929-09-29  | ニーダーライン     | 7          | 0          |                |
| アロイス・ヴィーザー                      | 1924-11-04  | ミッテルライン     | 4          | 0          |                |
| ヴァルター・ツィマーマン (審判員)         | 1920-11-13  | ニーダーザクセン   | 4          | 0          |                |
| 通算:                                     | 通算:       | 通算:              | 240        | 10         |                |
| 出典: weltfussball.de                     |             |                    |            |            |                |